# Chris Auchinvole
Christopher John Auchinvole JP (Prestwick, Escòcia; 7 de març de 1945) és un polític neozelandès i diputat de la Cambra de Representants de Nova Zelanda des de les eleccions de 2005. És membre del Partit Nacional.

## Inicis
Auchinvole va néixer a Prestwick, Escòcia, i va anar a la Reial Acadèmia Militar de Sandhurst a Anglaterra. Va arribar a Nova Zelanda el 1964 i des d'aleshores ha estat l'encarregat d'una companyia d'exports a West Coast.

## Diputat
| Parlament de Nova Zelanda |      |                   |        |          |
| Anys                      | Leg. | Circumscripció    | Llista | Partit   |
| 2005-2008                 | 48   | Llista            | 34     | Nacional |
| 2008-2011                 | 49   | West Coast-Tasman | 42     | Nacional |
| 2011-actualitat           | 50   | Llista            | 43     | Nacional |

Des de les eleccions de 2005 ha estat candidat a la circumscripció electoral de West Coast-Tasman. En les eleccions va fer campanya a West Coast-Tasman contra Damien O'Connor del Partit Laborista, qui estava en el càrrec de diputat per West Coast-Tasman. Auchinvole quedà en segon lloc amb el 40,93% del vot, per darrere d'O'Connor qui n'obtingué el 47,69%. Però, degut al sistema electoral neozelandès de representació proporcional mixta Auchinvole esdevingué diputat pel seu alt posicionament en la llista electoral del Partit Nacional (34è).
En les eleccions de 2008 Auchinvole va fer campanya electoral de nou a West Coast-Tasman. Aquest cop quedà primer amb el 46,51% del vot contra el 43,66% d'O'Connor. Va obtenir una majoria de 971 vots.
Però, en les eleccions de 2011 Auchinvole perdé de nou contra O'Connor. Auchinvole obtingué el 39,85% del vot contra el 47,51% d'O'Connor. Auchinvole perdé per 2.539 vots. Aquesta fou l'única circumscripció electoral general majoritàriament rural de les eleccions en què el candidat del Partit Nacional no guanyà. De nou, degut a l'alt posicionament en la llista electoral del seu partit (ara 43è), Auchinvole esdevingué de nou diputat.

## Vida personal
Auchinvole ha estat involucrat amb la Uniting Church in Australia, una Església cristiana, i ara és un laic. Està casat amb Elspeth Auchinvole, i té dos fills.